# Rožnate in Bele terase
Rožnate in bele terase (maorsko Te Otukapuarangi, dob. 'Vodnjak oblačnega neba' in Te Tarata, 'Tetovirana skala') so bile naravni čudež Nove Zelandije. Šlo naj bi za največja nahajališča gejzerita ali silicijevega dioksida na Zemlji. Do nedavnega so bile izgubljene in so veljali za uničene v izbruhu gore Tarawera leta 1886, medtem ko so se na jugozahodu oblikovale nove hidrotermalne značilnosti, tj. Vulkanska dolina Waimangu.
Rožnate in bele terase so nastale z dvigovanjem geotermalnih izvirov, ki vsebujejo koktajl kloridne vode, nasičene s kremenom, s skoraj nevtralnim pH. Ta dva svetovno znana vrelca sta bila del skupine vročih vrelcev in gejzirjev, predvsem vzdolž vzhodnega grebena, imenovanega Pinnacle Ridge (ali Steaming Ranges po Mundyju). Glavne turistične znamenitosti so bile Ngahapu, Ruakiwi, Te Tekapo, Waikanapanapa, Whatapoho, Ngawana, Koingo in Whakaehu.
Izviri Rožnatih in belih teras so bili približno 1200 metrov narazen. Bele terase so bile na severovzhodnem koncu jezera Rotomahana in obrnjene od zahoda proti severozahodu pri vhodu v kanal Kaiwaka. Te Tarata se je spustila do roba jezera približno 25 metrov nižje. Rožnate terase ležijo štiri petine poti navzdol po jezeru na zahodni obali, obrnjene od vzhoda proti jugovzhodu. Rožnati videz nad srednjim in zgornjim bazenom (podoben barvi šarenke) je bil posledica antimona in arzenovih sulfidov, čeprav so rožnate terase vsebovale tudi zlato v koncentracijah rudnega razreda.

## Nastanek
Rožnate in bele terase naj bi bile stare okoli 1000 let. Hidrotermalni sistem, ki jih poganja, je lahko star do 7000 let. Padavina kremena je sčasoma oblikovala številne bazene in stopnice. Padavine so potekale na dva načina. Naraščajoči temelj je sčasoma oblikoval ustnico, ki je ujela padajoči tok in ponovno postala ravna. S tem procesom so nastala privlačna kopališča, tako zaradi oblike kot zaradi tople vode. Ko so se toplotne plasti nagnile v drugo smer stran od gejzirja, so se na površini oblikovale stopnice kremena. Obe vrsti tvorb sta rasli, ko se je voda, obremenjena s silicijevim dioksidom prelivala čeznje, voda pa je tudi povečala spektakel. Geolog Ferdinand von Hochstetter je po svojem obisku leta 1859 zapisal, da je bilo za njihov nastanek »potrebnih nedvomno več tisoč let«.
Bele terase so bile večja tvorba, ki je pokrivala približno 8 hektarjev in se spuščala čez približno 50 plasti s padcem nadmorske višine približno 25 metrov in čez približno 240 metrov. Najbolj severno Belo teraso je napajal izvir Te Tarata na njenem vrhu. Rožnate terase so se spustile približno 22 metrov čez približno 100 metrov. Rožnate terase so se začele na vrhu, široke 75–100 metrov, spodnje plasti pa so bile široke okoli 27 metrov . Turisti so se najraje kopali v zgornjih tolmunih Rožnate terase zaradi njihove bistrosti ter razpona temperatur in globin.

## Zgodovina
Eden prvih Evropejcev, ki je obiskal Rotomahano, je bil Ernst Dieffenbach. Jezero in terase je na kratko obiskal med raziskavo za novozelandsko podjetje v začetku junija 1841. Opis njegovega obiska v njegovi knjigi Potovanja po Novi Zelandiji je spodbudil zanimanje za rožnate in bele terase pri zunanjem svetu.
Terase so postale najbolj znana turistična atrakcija Nove Zelandije, včasih imenovane tudi osmo čudo sveta. Nova Zelandija je bila za Evropejce še razmeroma nedostopna in je pot z ladjo trajala več mesecev. Potovanje iz Aucklanda je običajno potekalo s parnikom do Taurange, po progi s konji do Ohinemutuja ob jezeru Rotorua, z avtobusom do Te Wairoa (dom misijonarja prečastitega Seymourja Millsa Spencerja), s kanujem čez jezero Tarawera in nato naprej peš ali s kanujem navzgor in/ali navzdol po kanalu Kaiwaka; čez hrib do močvirnatih obal jezera Rotomahana in teras, dostop do katerih je nadzoroval Tūhourangi. Umetnik Charles Blomfield je pripovedoval, da so turisti prispeli na Belo teraso okoli 11. ure dopoldne, si ogledali tamkajšnje znamenitosti, kosili krompir in kuro (sladkovodne rake), kuhane v vrelem izviru, prešli na Rožnate terase, se tam okopali in se vrnili.
Tisti, ki so prišli do teras, so bili največkrat premožni, mladi čezmorski turisti ali častniki britanskih sil na Novi Zelandiji. Na seznamu pomembnih turistov so bili Sir George Gray leta 1849, Alfred, vojvoda Edinburški leta 1869 in viktorijanski romanopisec Anthony Trollope leta 1874.
Videz teras so za zanamce posneli številni fotografi, a kot je bilo pred izumom barvne fotografije, njihovim slikam manjka mikavna barva, po kateri so bile formacije znane. Več umetnikov je risalo in slikalo terase pred njihovo izgubo leta 1886, predvsem Charles Blomfield, ki je obiskal ob več kot eni priložnosti. Njihovi atmosferski pogledi so glavni zapis osmega čudesa sveta. Barvno kemijo rožnatih teras je danes mogoče videti v Waiotapu, kjer je bazen šampanjca obložen s temi istimi koloidnimi sulfidi.
Sophia Hinerangi, včasih znana kot Te Paea, je v začetku 1880-ih prevzela vlogo glavne vodnice od starejše Kate Middlemass. Postala je priznana kot glavna turistična vodnica po Rožnatih in Belih terasah. Hinerangi je opazil motnje v vodni gladini jezera Tarawera v dneh pred izbruhom. Leta 1885 je Alfred Warbrick začel voditi, čeprav ni bil iz Te Tūhourangi.

## Koraki pred izgubo
Številni ljudje so kartirali in komentirali regijo pred izgubo teras. Maorski zemljevidi niso znani. Prvo kolonialno skico zemljevida jezera je leta 1858 naredil Percy Smith. Ferdinand Hochstetter je leta 1859 izvedel prvo topografsko in geološko raziskavo območja jezera Rotomahana in izdelal štiri zemljevide jezera, medtem ko je taboril na njegovi obali; kar je doseglo vrhunec v njegovi opredelitvi jezerskega zemljevida 'metode kvadratov' (ali mreže) 30. 4. 1859. Njegove raziskave o jezerih so bile kasneje objavljene v njegovem Geografskem in geološkem pregledu, kjer je preučen tudi nastanek teras. V to delo je bil vključen naročen zemljevid Augusta Petermanna, ki je veljal do leta 2011, ko je Sascha Nolden v Švici odkril originalne Hochstetterjeve zemljevide in jih v digitalni obliki vrnil na Novo Zelandijo. Leta 2017 so Hochstetterjev in Petermannov zemljevid primerjali in Petermannov zemljevid je bil pomanjkljiv. Hochstetterjev zemljevid z dne 30. aprila 1859 zdaj velja za natančnejši zemljevid jezera Rotomahana.
Leta 1873 se je Percy Smith povzpel na goro Tarawera in dal vtis, da je vrh gore grob, vendar ni kazal nobenih znakov vulkanskih odprtin.
Visokokakovostne fotografije teras so bile v Evropi na voljo do leta 1875.
Leta 1884 je geodet po imenu Charles Clayton opisal vrh kupole Wahanga kot vulkanski z več vdolbinami, ena je bila približno 61 metrov.

## Izguba
10. junija 1886 je izbruhnila gora Tarawera. Izbruh se je razširil zahodno od kupole Wahanga, 5 kilometrov proti severu, do jezera Rotomahana. Vulkan je iz 17 kilometrov razpoke, ki je prečkala goro, šel skozi jezero in se razširil čez v dolino Waimangu, izbruhnil vroče blato, rdeče razgrete balvane in ogromne oblake črnega pepela.
Po izbruhu je krater, globok več kot 100 metrov, zajel nekdanje mesto teras. Po nekaj letih se je to napolnilo z vodo, da je nastalo novo jezero Rotomahana, 30–40 metrov višje, desetkrat večje in globlje od starega jezera.
Alfred Patchet Warbrick, graditelj čolnov v Te Wairoa, je bil priča izbruhu gore Tarawera od Maunga Makatitija severno od jezera Tarawera. Warbrick je kmalu poslal kitolovce na jezero Tarawera, ki so raziskovali novo pokrajino; sčasoma je postal glavni vodnik po zanimivostih po izbruhu. Warbrick ni nikoli priznal, da sta bili Pink and White Terraces uničeni.

## Ponovno odkritje
Dolgo se je mislilo, da so bile terase uničene v izbruhu leta 1886. Vendar pa je februarja 2011 ekipa, ki je vključevala raziskovalce iz GNS Science, Woods Hole Oceanographic Institution, Lamont–Doherty Earth Observatory in Waikato University, kartirala jezersko dno, ko so poročali o odkritju dela Rožnatih teras. Najnižji dve ravni teras sta bili najdeni na 60 metrih. Poročali so tudi, da je bil del Belih teras ponovno odkrit junija 2011. Napoved ponovnega odkritja Belih teras je sovpadla s 125. obletnico izbruha gore Tarawera leta 1886.
Trditve GNS o ponovnem odkritju iz leta 2011 je izpodbijal Bill Keir, samostojni raziskovalec, ki je izračunal, da 'ponovno odkrite' strukture niso bile tam, kjer so bile terase pred izbruhom. Natančneje, takrat na novo odkrite strukture so bile 50–60 metrov pod jezersko gladino, vendar naj bi bile zgodovinske terase le 10 metrov pod in »ne bi smele biti več kot 40 metrov pod površjem«. Keir je domneval, da so bile strukture, ki jih je odkrila ekipa GNS, prazgodovinske terase, ki jih ljudje še nikoli niso videli; ali morda stopničasti predmeti, ki jih je ustvaril izbruh. Keirova ugibanja je podrobno ovrgel Cornel de Ronde, glavni znanstvenik, GNS Science.
Ekipa GNS se je vrnila leta 2012 in ponovno februarja 2014, da bi fotografirala ostanke. Ko je bilo njihovo delo leta 2016 objavljeno v Journal of Volcanology and Geothermal Research, so se odpovedali prejšnjim trditvam in poročali, da so bile terase verjetno uničene. Leta 2017 je članek Billa Keira v Journal of the Royal Society of New Zealand izjavil, da terase ne bi mogle preživeti nedotaknjene.
Leta 2010 je Sascha Nolden odkril Hochstetterjev arhiv v Baslu v Švici in ga začel postopno katalogizirati in objavljati. Arhiv vključuje Hochstetterjeve terenske dnevnike, ki vsebujejo neobdelane podatke iz njegovega kompasnega pregleda jezera Rotomahana ter rožnate in bele terase. Ti dnevniki vključujejo smeri, ki so po obratnem inženiringu podale geografske koordinate lokacij Rožnate in Bele terase. Hochstetterjevi dnevniki so bili objavljeni v dveh raziskovalnih člankih Bunna in Noldena. Zaradi te raziskave sta Bunn in Nolden poročala, da v nasprotju s prevladujočim prepričanjem Rožnata in Bela terasa nista bili potopljeni pod jezero Rotomahana: namesto tega sta zakopani 10 do 15 metrov pod zemljo vzdolž obale, na podlagi koordinat v članku, objavljenem v Journal of the Royal Society of New Zealand, in bi ga lahko potencialno izkopali in obnovili za javnost. Za vsako tako izkopavanje pa bi bilo potrebno dovoljenje plemena Māori, ki je lastnik zemlje. Bunn je izdal povzetek in podporno galerijo slik novih ugotovitev iz leta 2018. Kasneje je pojasnil objavo novih ugotovitev.
Marca 2018 predsednika plemenske oblasti Tūhourangi Alana Skipwortha še niso prepričale trditve Bunna in Noldena, saj je novinarska poročila, da sta bili Rožnata in Bela terasa ponovno odkriti, označil za »prezgodaj«.
Članek, ki so ga napisali Bunn, Davies in Stewart, objavljen leta 2018, uporablja nov pristop 'vidnega polja' za navigacijo do lokacij Rožnatih in Belih teras. Ta se opira na neobjavljene fotografije s Hochstetterjeve odprave leta 1859, pa tudi na podatke iz njegovega dnevnika.
Pregledni članek de Rondeja, Caratorija Tontinija in Keama o lokaciji teras je bil objavljen leta 2018. Članek se je zaključil z »… različni geološki in geofizični dokazi ne podpirajo lokacije Rožnatih in Belih teras, kot sta predlagala Bunn & Nolden (2016).« in »… o možnih nivojih Rožnatih teras so prvi poročali de Ronde, Fornari et al. (2016) in so natanko tam, potem ko smo Keam (2016) orisni zemljevid jezera Rotomahana pred izbruhom prilagodili našemu batimetričnemu zemljevidu visoke ločljivosti.« Članek tudi navaja, da analiza podatkov potrjuje, da bi bile Bele terase uničene.[48] Od leta 2023 Bunn tega ni sprejel.